# Hill Korwa

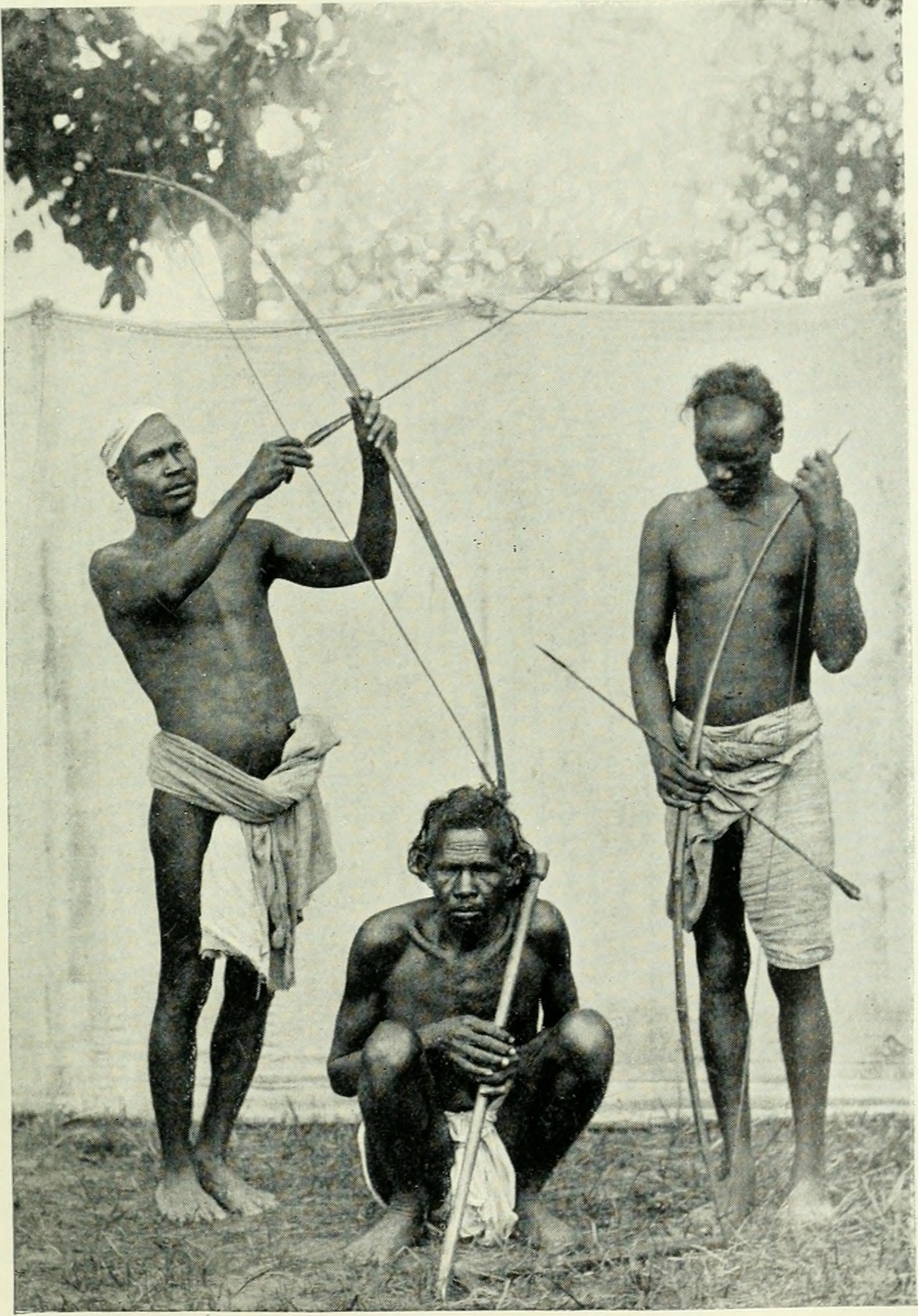
Hill Korwa, 1897.

Hill Korwa est le nom d'une tribu qui vit au Chhattisgarh (centre-est de l'Inde) principalement dans le district de Jashpur. 
Les Hill Korwa sont nomades et chasseurs, et parlent une des langues austroasiatiques, ici langues munda.
La population des Hill Korwa a beaucoup diminué depuis quelques dizaines d’années. 
Ils ne sont plus que quelques milliers des personnes. 
Ils enterrent leurs morts.
Il sont illettrés.
Ils ne semblent pas non plus remarquables par leur art tribal, excepté la décoration de leurs murs de tourbe, avec une sorte d'écriture pictographique.

## L'écriture des Hill Korwa
Jagdish Swaminathan (en), cofondateur du musée d’art contemporain « Bharat Bhavan (en) » à Bhopal, Madhya Pradesh, envoie des émissaires, ethnologue, peintres et poètes en 1983 pour trouver des artistes tribales et contemporaines pour le nouveau musée d’art contemporain Bharat Bhavan à Bhopal. Arrivés chez les Hill Korwa, après plusieurs heures de routes et de pistes, ils commencent à prendre des notes, à faire des croquis. À leur grande surprise, les villageois s'emparent de leurs feuilles de papier, de leurs stylos, crayons et marker et se mettent spontanément à dessiner.

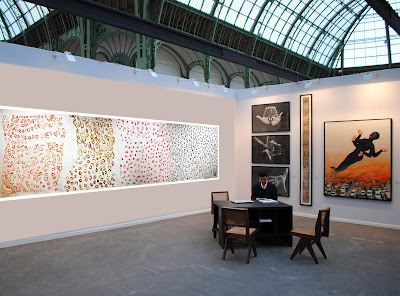
Exposition Hill Korwa au Grand Palais, Paris, 2011.

Voici ce qu’en dit Jagdish Swaminathan dans son catalogue pour l’exposition « The Magical Script du Bharat Bhavan en 1985 : « la première chose que l’on voit dans ces dessins, c’est leur caractère calligraphique, comme si ce n’était pas un dessin mais une écriture. Mais les Hill Korwa n’ont pas de documents écrits ; ils sont illettrés […] Quand on regarde ces dessins, on pense tout de suite aux œuvres de Paul Klee : on part dans une promenade ». 
Là où les membres d'autres tribus tracent le plus souvent des formes figuratives mi humaines mi animales, les Hill Korwa couchent sur le papier des rythmes calligraphiques, un alphabet inconnu, parfois surligné de traits ou accompagné d'arcs et de flèches. Les Hill Korwa parlent un dialecte sans écriture. Il faut croire que la rencontre, lors de leurs déplacements dans les villes avoisinantes, avec la chose écrite a été des plus éblouissantes.
« Quand ils écrivent, je crois bien qu'ils prennent leur crayon pour un arc. Ils n'écrivent pas, en fait : ils tirent. Ils tirent des signes qui sont des flèches. » rapporte Archana dans le livre « Korwa » de Frank André Jamme. 
« Ils écrivent vite, très vite », note Swaminathan dans son catalogue. Comme ils marchent. Les Hill Korwa marchent facilement 40 km par jour, avec une vitesse infernale.
Une autre théorie dans le catalogue de Swaminathan : Les Hill Korwa ont appris dans les villages que respect et pouvoir sont liés aux habilite d’écrire. Pour les Hill Korwa, l’écriture n’est pas un outil pour communiquer, mais une pure magie qui donne pouvoir. Ils auraient ainsi apporté leur contribution à « l'écriture automatique ».[réf. nécessaire]
En plus de l’exposition à Bharat Bhavan en 1985, des dessins Korwa sont montrés par Frank André Jamme à la Galerie du Jour, Paris 1996, et au Drawing Center, New York 2001.

## Sources